# Чешљасти мишић
Чешљасти мишић је раван, четвороугаони мишић, смештен на предњем делу горњег и средњег (унутрашњег) дела бутине. Он је најпредњији адуктор кука. Иако је примарно деловање мишића савијање кука, он такође производи адукцију и спољашњу ротацију кука.
Може се класификовати у медијални одељак бутине (када је функција наглашена) или предњи одељак бутине (када је наглашен нерв).

## Анатомија
Чешљасти мишић је кратак четвороугаони мишић који се протеже од пубиса до подручја непосредно испод малог трохантера бутне кости. Од свих адуктора бутине има најсупериорнији спој, који потиче од пектинеалне линије пубиса на горњем пубичном рамусу. Мишић затим клизи преко горњег руба горњег пубичног рамуса и креће се постеролатерално низ бутину, понекад се делимично дели на већи предњи (површни) слој и мањи задњи (дубоки) слој. Слојеви  пријањају један за други, али их инервишу различити нерви.
Чешљасти мишић се убацује у задњу површину бутне кости, дуж пектиналног гребена бутне кости (лат. linea pectinea) и проксималног дела бутног гребена (лат. linea aspera). Ове две горе поменуте линије су континуиране једна са другом; пектинална линија се наставља доле од интертрохантеричне линије и завршава се спајањем са спиралном линијом бутне кости, формирајући тако медијални део бутног гребена.

### Инервација
Чешљасти мишић је претежно инерван од стране бутног живца (Л2, Л3). Међутим, код неких људи гребенски мишић може добити инервацију од два одвојена ђивца лумбалног плексуса.
Ова композитна инервација одражава двоструку компартментализацију гребенском мишићу у предњем и унутрашњем одељак бутине. У овим случајевима предњи део седишта мишића инервише бутни живац (Л2, Л3), што је карактеристика мишића предњег дела бутине. Док се задњи, мањи део мишића снабдева граном запорног живца (Л3, Л4), помоћног запорног живца.

### Снабдевање крвљу
Површински део мишића крвљу снабдева унутрашња циркумфлексна бутна артерија, грана бутне артерије. Дубоки део мишића је васкуларизован предњом граном запорне артерије, која је сама грана унутрашње илијачне артерије.

## Функција
Због тока својих влакана, гребенски мишић се истовремено савија и приводи бутину у зглобу кука када се скупља. Када је доњи екстремитет у анатомском положају, контракција мишића прво изазива флексију у зглобу кука. Ова флексија може ићи чак до бутине под углом од 45 степени у односу на зглоб кука.
У том тренутку, угао влакана је такав да контрахирана мишићна влакна сада повлаче бутину према средњој линији, стварајући адукцију бутине. Пример секвенцијалног покрета који укључује оба деловања чешљастог мишића ногу у колену или глежњу. Искључиво савијање кука је радња која, у синергији са великим слабинским мишићем, илиацусом, ректус феморисом и сарторијусом, омогућава пролазну фазу циклуса хода.
Неки извори такође наводе да чешљасти мишић доприноси спољашњој и унутрашњој ротацији бутине. О овоме се још увек жестоко расправља, иако је примећено да је уметање чешљастог мишића  бочно од средње линије, изван механичке осе ротације бутне кости, што сугерише да би аргумент могао бити оправдан.
Осим што је главни покретач, овај мишић је такође важан стабилизатор карлице. На то указује чињеница да сви мишићи који се везују између карлице и проксималног дела бутне кости делују као прилагодљиви лигаменти зглоба кука, чувајући његов интегритет током покрета тела.

## Галерија
- Right hip bone. External surface.
- Structures surrounding right hip-joint.
- Muscles of the iliac and anterior femoral regions.
- Deep muscles of the medial femoral region.
- The left femoral triangle.
- The lumbar plexus and its branches.
- Pectineus muscle
- Pectineus muscle
- Pectineus muscle
- Pectineus muscle
- Pectineus muscle
- Muscles of thigh. Anterior views
- Muscles of thigh. Anterior views.